# 2H+
2H+ (tên khác: 2Hplus hoặc 2H-positive) là một ban nhạc hip hop Slovakia ở Bratislava, được thành lập năm 2001.

## Lịch sử
Ban nhạc được thành lập khoảng năm 2001 bởi Suvereno (hay còn được biết đến với nghệ danh MCL), Cigo, Vladis và DJ Wugy. Cigo sau đó rời ban nhạc để gia nhập H16 còn DJ Wugy thì gia nhập Rendeska.SK.
Ban nhạc chính thức tan rã vào tháng 5 năm 2013.

## Danh sách đĩa nhạc

### Album phòng thu
- 2005: Taktomalobyťataktobude
- 2007: Premium

### EP
- 2006: Bar Element

### Đĩa đơn
- 2010: Vladis - Evolúcia (mixtape)
- 2010: Vladis - Generácia (2CD) (album)
- 2010: Suvereno - Král vs Joker (album)
- 2011: Vladis - Fénix (mixtape)
- 2011: Pery, Bonano, Vladis - Pery Bonano Vladis (mixtape)
- 2011: Suvereno - Zlatá stredná cesta (mixtape)
- 2012: Suvereno - Alchymista (album)
- 2012: Vladis - Svet nie je pre chudobných (album)